# 야쓰촌
야쓰촌(八都村)은 지바현 가토리군에 일찍이 존재했던 촌이다. 

## 지리
- 현재의 가토리시의 남부, 구 야마다정 서부에 해당한다.
- 마을 지역은 고원과 평지가 뒤섞인 골짜기가 많은 지형이다.

## 역사
- 1889년 4월 1일 - 정촌제 시행에 수반해 가토리군 야마쿠라촌이 성립하였다.
- 1954년 8월 1일 - 후마정, 야마쿠라촌과 합병해, 야마다정이 신설되어, 동일야쓰촌은 폐지되었다.

## 참고문헌
| 1891년 | 3,491 |
| 1903년 | 4,041 |
| 1920년 | 4,041 |
| 1930년 | 4,427 |
| 1954년 | 5,424 |

- 角川日本地名大辞典編纂委員会『角川日本地名大辞典 12 千葉県』、角川書店、1984年 ISBN 4040011201